# Cleistocactus strausii
Espèce
Statut de conservation UICN

 LC  : Préoccupation mineure
Statut CITES
Cleistocactus strausii est une espèce de plantes à fleurs de la famille des Cactaceae (les cactus) et de la sous-famille des Cactoideae. C'est une plante xérophyte cespiteuse endémique des hautes montagnes de Bolivie et d'Argentine. Elle est présente au-dessus de 3 000 m d'altitude.
Sa colonne mince et gris-vert peut atteindre trois mètres de haut mais n'a un diamètre que d'environ six centimètres. La colonne est constituée d'environ 25 arêtes et est densément couverte d'aréoles d'où partent quatre épines marron-jaune mesurant jusqu'à quatre centimètres et vingt épines blanches plus petites.
Le cactus préfère les sols drainants, un fort ensoleillement mais pas les températures élevées. En fait il peut résister à de forts gels, jusqu'à -10 °C. Dans son milieu naturel, il reçoit beaucoup d'eau durant l'été, mais n'en reçoit presque plus en hiver. En culture, l'excès d'eau amène souvent au pourrissement des racines.
Les cactus plus âgés, plus de 45 cm de haut, ont des fleurs d'un rouge bordeaux à la fin de l'été. Ces fleurs cylindriques de 6 cm de long font saillie horizontalement des colonnes. Comme pour les autres cactus du genre Cleistocactus, les fleurs s'ouvrent peu, seuls le carpelle et les étamines sortent. Les cactus cultivés fleurissent souvent. Au Royaume-Uni cette plante est souvent cultivée sous verre et a reçu l'Award of Garden Merit de la Royal Horticultural Society

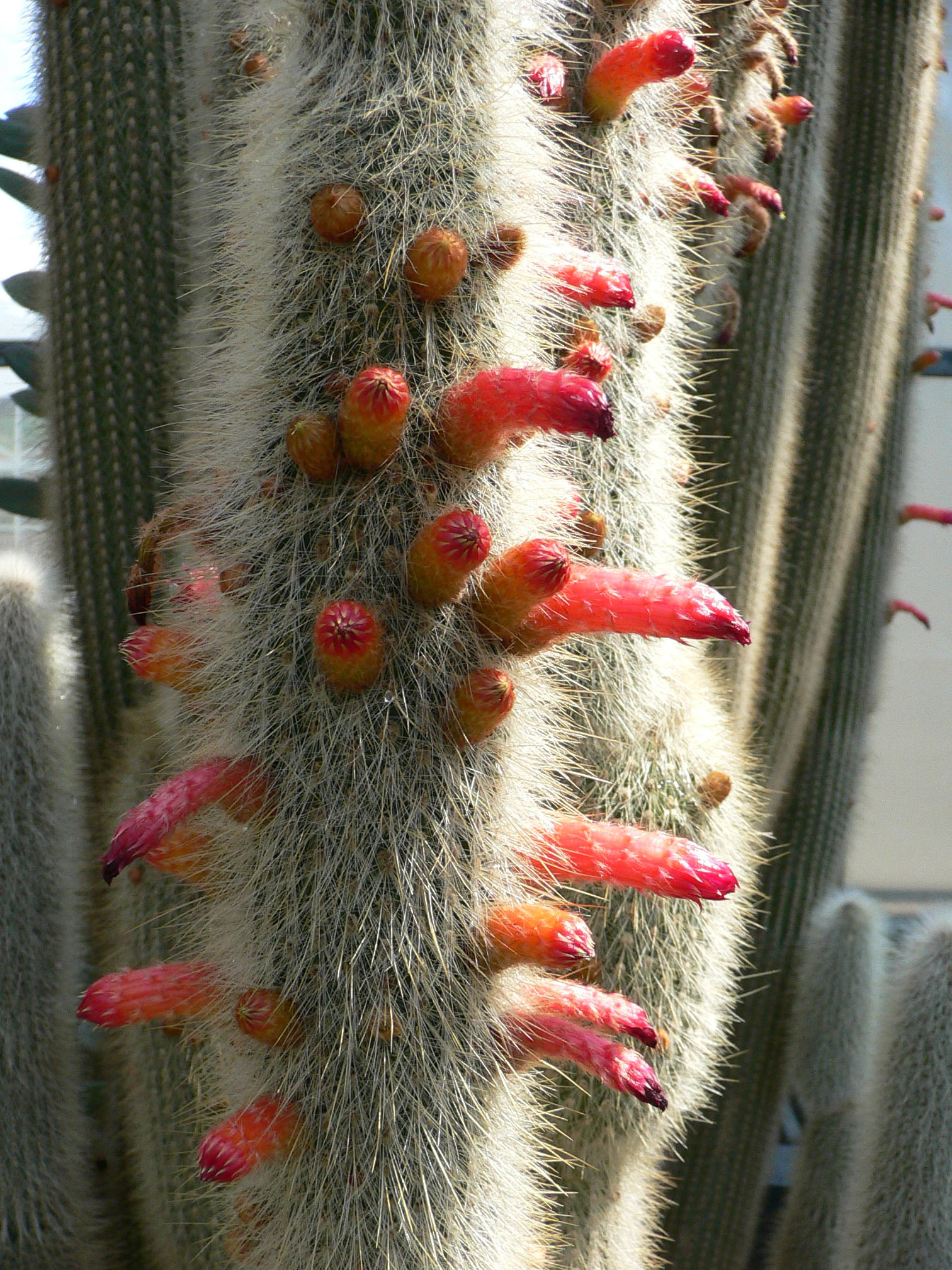
Fleurs.

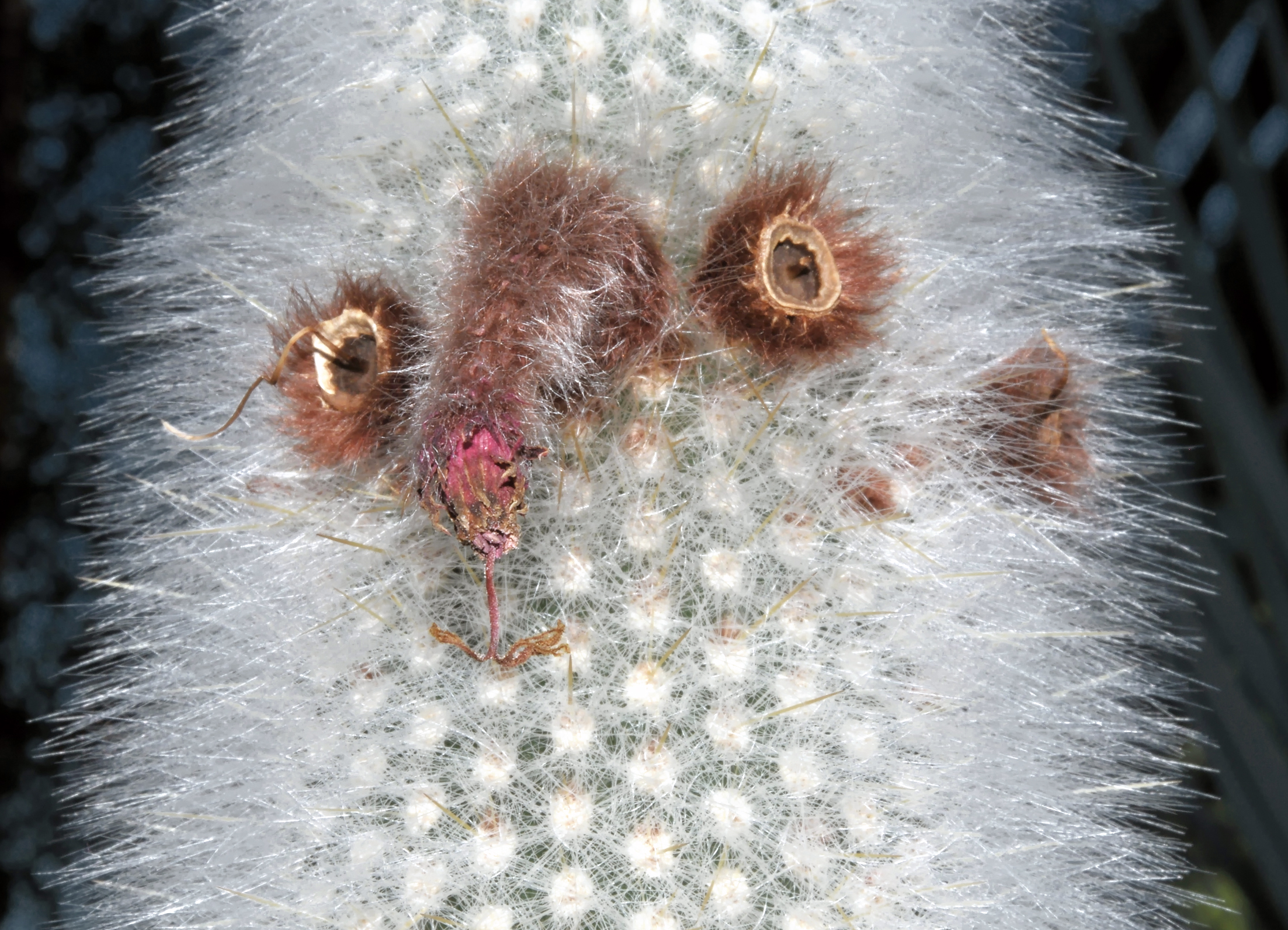
Fleurs.